# Ladies' Code
Ladies' Code este o formație de fete sud-coreeană înființată de Polaris Entertainment în 2013. Inițial, avea cinci membre: Ashley (lider, SUA), RiSe (Japonia), EunB, Sojung și Zuny. Au debutat cu EP-ul Code # 01 și cu piesa „Bad Girl”, lansată pe 7 martie 2013. La 3 septembrie 2014, grupul a fost implicat într-un accident de mașină care a dus la moartea lui EunB în aceeași zi și a lui RiSe pe 7 septembrie 2014. Ladies' Code a revenit ca trio în februarie 2016, cu EP-ul Myst3ry . În octombrie 2016, ei au lansat „The Rain” de pe EP-ul Strang3r.

## Discografie
- Code#01 Bad Girl (2013)
- Code#02 Pretty Pretty (2013)
- Strang3r (2016)
- Code#03 Set Me Free (2019)